# Цензура Википедије
Цензура Википедије је облик цензуре којем су прибегле владе многих земаља, укључујући (али не ограничавајући се на) Кину, Иран, Мјанмар, Пакистан, Русију, Саудијску Арабију, Сирију, Тунис, Турску, Узбекистан, Венецуелу и Туркменистан. У неким случајевима, постоји широко распрострањена интернет цензура која укључује и садржај Википедије. Друге мере спречавају преглед специфичног садржаја који се сматра увредљивим. Трајање различитих блокада варирало је од неколико сати до више година.
Када је Википедија користила протокол HTTP, владе су могле да блокирају појединачне чланке. Међутим, 2011. године Википедија је почела да користи и HTTPS, а 2015. године у потпуности је прешла на HTTPS. Ова промена је довела до тога да су неке земље укинуле своје забране, док су друге прошириле блокаде на цео сајт.

## Широко распрострањена цензура Википедије

### Врсте цензуре

#### Блокирање свих сајтова Википедије (на једном или свим језицима)
Неке земље настављају да блокирају Википедију на дужи временски период (нпр. Кина). Друге земље користе широко распрострањене блокаде на краће периоде, као што је неколико месеци (нпр. Сирија) или само неколико сати (нпр. Пакистан).

#### Блокирање одређених чланака
Пре преласка на HTTPS, неке земље су блокирале чланке о осетљивим темама, као што су идеје које заступају политичке опозиционе партије, чланци о актуелним догађајима (нпр. Русија) или идеје које су у супротности са верском традицијом режима (нпр. Иран). Након преласка на HTTPS око 2016. године, више није било могуће видети које странице на веб-сајту корисник посећује, па ова врста блокирања више није била опција.

#### Кривично гоњење уредника
Ова кривична гоњења обично су усмерена на уреднике који објављују информације које влада жели да цензурише, што доводи до аутоцензуре.

#### Кривично гоњење читалаца
Познато је мало или нимало извештаја о масовном надзору коришћења Википедије од стране влада откако је Википедија прешла на HTTPS 2015. године. Међутим, неке владе и компаније инсталирале су шпијунски софтвер за масовни надзор на корисничку опрему, који може детектовати употребу софтвера за ВПН и бележити посећене URL-ове.

### По земљама
| Земља             | Када                                                                         | Тренутно блокира садржај | Раније блокиран садржај | Уређивање од стране владе (сукоб интереса) | Уредници су кривично гоњени | Детаљи                             |
| ----------------- | ---------------------------------------------------------------------------- | ------------------------ | ----------------------- | ------------------------------------------ | --------------------------- | ---------------------------------- |
| Белорусија        | 11. март 2022, 7. април 2022.                                                |                          |                         |                                            | Да                          |                                    |
| Кина              | 2004, 2005–2008, 2015–данас (https), април 2019–данас (све)                  | Све                      | Да                      | Да                                         | Да                          | Све верзије                        |
| Иран              | 2013–2015 (делимично), 2023–данас (Викивести)                                | Делимично                | Да                      |                                            |                             | Стотине чланака                    |
| Северна Кореја    |                                                                              | Све                      | Да                      | Да                                         | Да                          | World Wide Web је физички искључен |
| Мјанмар           | 15. фебруар 2021 – данас                                                     | Све                      | Да                      |                                            |                             | Све верзије                        |
| Пакистан          | 31. март 2006, неколико дана у мају 2010, 3. фебруар 2023 – 6. фебруар 2023. |                          | Да                      |                                            |                             | Неке, све верзије                  |
| Русија            | 2010-е – данас                                                               | Делимично                | Да                      | Да                                         | Да                          | Одабране странице                  |
| Саудијска Арабија | 2000-е – данас                                                               | Делимично                | Да                      | Да                                         | Да                          | Одабране странице                  |
| Сирија            | 30. април 2008 – 13. фебруар 2009.                                           |                          | Да                      |                                            | Да                          | Арапска                            |
| Тунис             | 23–27. новембар 2006.                                                        |                          | Да                      |                                            |                             | Све верзије                        |
| Турска            | 2014–2015 (делимично), април 2017–јануар 2020. (потпуно)                     |                          | Да                      |                                            |                             | Све верзије                        |
| Узбекистан        | 2007, 2008, 2012.                                                            |                          | Да                      |                                            |                             | Све верзије                        |
| Венецуела         | 12–18. јануар 2019.                                                          |                          | Да                      |                                            |                             | Све верзије                        |

#### Белорусија
Дана 11. марта 2022. године, белоруска политичка полиција ГУБОПиК ухапсила је и привела Марка Бернштајна, уредника Википедије на руском језику из Минска, који је уређивао чланак о руској инвазији на Украјину, оптужујући га за „ширење антируских материјала” и кршење руских закона о „лажним вестима”. Дана 7. априла 2022. године, суд у Бресту осудио је корисника Википедије Павела Перникова на две године затвора због три измене на руској и белоруској Википедији. Проглашен је кривим за „дискредитацију Републике Белорусије” (члан 369-1 Кривичног законика Белорусије).

#### Кина
Приступ Википедији варирао је током година, при чему је верзија на кинеском језику била строже контролисана од других верзија. Од априла 2019. године, све верзије Википедије блокиране су у континенталној Кини под Великим заштитним зидом.
Кинеска Википедија покренута је у мају 2001. године. Википедија је добила позитивну медијску пажњу у кинеској државној штампи почетком 2004. године, али је блокирана 3. јуна 2004, уочи 15. годишњице протеста на Тргу Тјенанмен 1989. године. Предлози за практиковање аутоцензуре у циљу поновног успостављања сајта одбијени су од стране заједнице кинеске Википедије. Међутим, прича International Herald Tribune-а која је поредила уносе на кинеској и енглеској Википедији о темама као што су Мао Цедунг и Тајван, закључила је да су кинески уноси били „разводњени и очишћени” од политичких контроверзи. Дана 22. јуна 2004. године, приступ Википедији је обновљен без објашњења. Википедија је поново блокирана из непознатих разлога у септембру, али само на четири дана. Википедија је поново блокирана у Кини у октобру 2005. Корисници Википедије Ши Џао и Цуи Веј писали су писма техничарима и властима у покушају да их убеде да деблокирају веб-сајт. Део писма је гласио: „Блокирањем Википедије, губимо прилику да представимо глас Кине свету, дозвољавајући злим култовима, снагама за независност Тајвана и другима ... да представе искривљену слику Кине”. У октобру 2006, The New York Times је известио да је енглеска Википедија деблокирана у Кини, иако је кинеска Википедија остала блокирана. Истраживач нових медија Ендру Ли блоковао је да није могао да чита чланак на енглеском језику о протестима на Тргу Тјенанмен 1989. у Кини. Ли је рекао да „не постоји монолитно оперативан Велики заштитни зид”, напомињући да је за кориснике различитих интернет провајдера на различитим локацијама у Кини — China Netcom у Пекингу, China Telecom у Шангају и разних провајдера у Анхуеју — кинеска Википедија била блокирана само у Анхуеју. Организација за заступање Репортери без граница похвалила је вође Википедије што нису практиковали аутоцензуру.
Дана 10. новембра 2006, Ли је известио да се чинило да је кинеска Википедија потпуно деблокирана. Ли је потврдио потпуно деблокирање неколико дана касније и понудио делимичну анализу ефеката засновану на стопи отварања нових налога на кинеској Википедији. Пре деблокирања, дневно се отварало 300–400 нових налога. У четири дана након деблокирања, стопа нових регистрација се више него утростручила на преко 1.200 дневно, чинећи је другом најбрже растућом Википедијом после енглеске верзије. Слично томе, створено је 75% више чланака у недељи која се завршила 13. новембра него током недеље пре тога. Истог викенда када је кинеска Википедија прешла границу од 100.000 чланака, Ли је предвидео да ће других 100.000 доћи брзо, али да ће постојећи корпус корисника кинеске Википедије имати пуне руке посла учећи нове кориснике основним политикама и нормама Википедије. Дана 16. новембра 2006, новинска агенција Ројтерс известила је да се главна страница кинеске Википедије може приказати, али не и странице о неким табу политичким темама, као што су „4. јун, [протести 1989.]”. Међутим, каснији извештаји сугерисали су да су и кинеска и енглеска верзија поново блокиране следећег дана, 17. новембра. Дана 15. јуна 2007, приступ неполитичким чланцима на енглеској Википедији је обновљен. Дана 6. септембра 2007, IDG News је известио да је енглеска Википедија поново блокирана. Дана 2. априла 2008, The Register је известио да су блокаде на енглеској и кинеској Википедији укинуте. Ово је потврдио BBC и дошло је у контексту доласка страних новинара у Пекинг да извештавају о Летњим олимпијским играма 2008. и захтева Међународног олимпијског комитета за слободом штампе током игара. У септембру 2008, Џими Вејлс је имао састанак са Цај Мингџао, замеником директора кинеске Канцеларије за информисање Државног савета. Иако нису постигнути никакви договори, Вејлс је веровао да је отворен канал комуникације између заједнице Википедије и владе Кине.
Према извештају објављеном у American Economic Review 2011. године, блокирање кинеске Википедије не само да је смањило величину групе њених корисника, већ је и смањило доприносе деблокираних корисника у просеку за 42,8%.
У 2012. години, и кинеска и енглеска Википедија биле су доступне у Кини, осим политичких чланака. Ако би кинески IP покушао да приступи или претражи „осетљив” чланак, IP би био блокиран од посете Википедији на период од неколико минута до сат времена. Кинеске власти почеле су да блокирају приступ безбедној (HTTPS) верзији сајта 31. маја 2013. Иако је необезбеђена (HTTP) верзија и даље била доступна, била је подложна филтрирању кључних речи, што је омогућавало селективно блокирање појединачних чланака. GreatFire је позвао Википедију и кориснике да заобиђу блокаду приступањем другим IP адресама у власништву Википедије преко HTTPS-а. Године 2013, након што је Џими Вејлс изјавио да Википедија неће толерисати „5 секунди” цензуре, Шен Ји, истраживач интернета на Универзитету Фудан у Шангају, рекао је да, иако је „Википедија строга према кинеској влади, можда неће бити тако величанствена када се суочи са захтевима америчке владе или европских правосудних система за измену или брисање чланака или откривање информација”. У међувремену, Хуанг, администратор кинеске Википедије, рекао је за Radio Free Asia да му је већ 4 године, од 2009. године, забрањен излазак из земље (од стране владе) без јасног разлога.
Према GreatFire, и шифрована и нешифрована кинеска Википедија блокиране су 19. маја 2015.
Од јуна 2015, све Википедије преусмеравају HTTP захтеве на одговарајуће HTTPS адресе, чиме је шифровање постало обавезно за све кориснике и сајт је постао недоступан у Кини. Као резултат тога, кинески цензори не могу да виде које специфичне странице појединац гледа и стога не могу да блокирају одређени подскуп страница (као што су Ај Вејвеј, Љу Сјаобо или Трг Тјенанмен) као што су то радили раније.
Вејлс је рекао да ће отпутовати у Кину како би лобирао код кинеске владе да деблокира сајт у року од две недеље на Leadership Energy Summit Asia 2015 у Куала Лумпуру 2. децембра 2015. Влада Кине поново је потпуно блокирала све језичке верзије сајта 4. децембра. Велики број кинеских корисника интернета жалио се на блокаду на друштвеним мрежама, иако је већина жалби избрисана након кратког периода. Међутим, поново је постало могуће посетити Википедију на другим језицима у Кини 6. децембра. Вејлс се састао са Лу Вејом, директором Администрације за сајберспејс Кине, 17. децембра 2015. током Светске интернет конференције одржане у Вуџену, Џеђанг. Вејлс је рекао да је то био њихов први састанак и да није било консензуса о конкретним питањима, али да је сврха састанка била да се „упознају”. Вејлс је објаснио Лу Веју како Википедија и Викимедија функционишу у свету и изразио наду да ће се убудуће редовно састајати са Лу Вејом и Администрацијом за сајберспејс Кине. Када га је новинар питао да ли би наредио Википедији да сакрије неке информације како би одржала стабилно пословање у Кини, одговорио је: „Никада”. Ипак, Вејлсове речи су цензурисане; он је током панел дискусије рекао да би побољшања у машинском превођењу могла да онемогуће властима да убудуће контролишу токове информација. Међутим, у званичном преводу, његова изјава је била да ће таква побољшања помоћи владама да боље анализирају онлајн комуникације.
Дана 23. априла 2019, све верзије Википедије су блокиране у Кини.
Дана 23. септембра 2020, пријава Викимедије за статус званичног посматрача у Светској организацији за интелектуалну својину одбијена је од стране кинеске владе, јер је представник Кине тврдио да су „уочили велику количину садржаја и дезинформација које крше принцип једне Кине” на веб-страницама повезаним са Викимедијом, и да је тајвански огранак Викимедије „спроводио политичке активности ... које би могле да наруше суверенитет и територијални интегритет државе”.
Дана 24. октобра 2020, један кинески држављанин у Џоушану, у провинцији Џеђанг, кажњен је од стране локалне полиције због „нелегалног посећивања Википедије”.
Дана 5. октобра 2021, кинеска влада поново је одбила захтев Задужбине Викимедија за статус посматрача у Светској организацији за интелектуалну својину из истог разлога као и 2020. године. Иако је цензурисана у континенталној Кини и ВПН-ови обично нису дозвољени за уређивање Википедије, администратори Википедије из Кине дозволили су изузећа од IP блокаде за одабрани број корисника из копнене Кине. Такви корисници су регрутовани да мењају уређивачки садржај на Википедији у прилог ставовима кинеске владе и/или да подрже избор про-пекиншких администратора на Википедији, с циљем преузимања контроле над Википедијом. Академици су сугерисали да „Кина хитно треба да подстакне и обучи кинеске кориснике интернета да постану лидери мишљења и администратори на платформи Википедија... [који] се могу придржавати социјалистичких вредности и формирати неке основне уређивачке тимове.” Група позната као Викимедијанци копнене Кине (WMC или WMCUG) сукобила се са уредницима Википедије из Тајвана, не само око садржаја Википедије, већ и претећи смрћу тајванској заједници Википедијанаца. Један тајвански уредник је сугерисао да се не ради само о патриотским корисницима из копнене Кине, већ о „већој структурној координисаној стратегији коју влада има да манипулише овим платформама” поред Википедије, као што су Твитер и Фејсбук.
WMC је претио да ће пријавити уреднике Википедије хонгконшкој националној безбедносној полицији због спорног чланка „Протести у Хонгконгу 2019–2020.” који је био предмет уређивачких ратова. Уредник из Хонгконга, који остаје анониман због страха од застрашивања, приметио је да „про-пекиншки људи често уклањају садржај који је наклоњен протестима, као што је испаљивање сузавца и слике барикада. Они такође додају сопствени садржај”. Признајући да се „уређивачки ратови” дешавају са обе стране, анонимни уредник је изјавио да „про-демократски уредници теже да додају садржај како би променили равнотежу или тон чланка, али по мом искуству, про-пекиншки уредници су много агресивнији у ширењу дезинформација. Сада је то непоправљиво без спољне интервенције. Неко покушава да преправи историју.”
Дана 13. септембра 2021, Задужбина Викимедија је бановала седам корисника Википедије и уклонила администраторска права дванаесторици корисника који су били чланови WMC-а. Меги Денис, потпредседница задужбине за отпорност и одрживост заједнице, рекла је да је спроведена једногодишња истрага о „забринутостима због инфилтрације” које су претиле „самим темељима Википедије”. Денис је приметила да су инфилтратори покушали да промовишу „циљеве Кине, тумачене кроз било које филтере које су могли да примене”. Сугеришући могуће везе са Кинеском комунистичком партијом, Денис је рекла: „Морали смо да делујемо на основу веродостојних информација да су неки чланови (не сви) те групе [WMC] узнемиравали, застрашивали и претили другим члановима наше заједнице, укључујући у неким случајевима и физичко повређивање других, како би осигурали сопствену моћ и поткопали сарадничку природу наших пројеката”.

#### Индија
У јулу 2024. године, Asian News International је тужио Викимедију како би открио идентитет уредника који су га на Википедији окарактерисали као пропагандно средство владе, тврдећи да су уредници оклеветали новинску агенцију. Виши суд у Делхију запретио је да ће блокирати Википедију у Индији ако се имена уредника не предају.
Дана 21. октобра 2024, Задужбина Викимедија суспендовала је приступ самом чланку о тужби — због налога суда који је навео да тај чланак крши принцип sub judice. Верује се да је ово први пут да је страница енглеске Википедије уклоњена након судског налога. Дана 17. марта 2025, Врховни суд Индије довео је у питање налог Вишег суда у Делхију којим се од Википедије тражило да уклони детаље о тужби. Такође је упитао зашто је Виши суд био „тако осетљив” по том питању. Даље је напоменуо да судови не би требало да захтевају уклањање садржаја само зато што је критичан према њима. Судије Врховног суда А. С. Ока и Уџал Бујан истакли су да ће случај имати широке импликације на слободу штампе. „Ово се тиче слободе штампе. Ако је данас Википедија, сутра би то могао бити неко други.”
Налог Вишег суда у Делхију да се чланак уклони поништен је након жалбе Врховном суду Индије. Суд је навео да у либералној демократији, правосуђе и медији морају да се подржавају, и да није дужност суда да говори медијима да бришу или уклањају садржај.

#### Иран
У извештају из новембра 2013. који је објавио Центар за глобалне комуникационе студије Универзитета у Пенсилванији, истраживачи Колин Андерсон и Нима Назери скенирали су 800.000 чланака Википедије на персијском језику и открили да иранска влада блокира 963 ове странице. Према ауторима, „Цензори су више пута циљали странице Википедије о ривалима владе, веровањима мањинских верских група и критикама државе, званичника и полиције. Нешто мање од половине блокираних Вики страница су биографије, укључујући странице о појединцима које су власти наводно притвориле или убиле.” Андерсон је рекао да је персијска Википедија, као микрокосмос иранског интернета, „корисно место за откривање врста онлајн садржаја који су забрањени и одличан шаблон за идентификацију тема за блокирање кључних речи и правила филтрирања која се примењују на ширем интернету.” У мају 2014, према Mashable, иранска влада је блокирала најмање две странице на персијској Википедији. Према Associated Press-у, током пандемије ковида 19, приступ Википедији је био ометан на иранским мрежама. Од 2023. године, Викивести на фарсију су блокиране. XTools је био блокиран месецима.

#### Мјанмар
Дана 21. фебруара 2021, након војног удара, Мјанмар је блокирао Википедију на свим језицима као део цензуре хунте.

#### Северна Кореја
Приступ интернету у Северној Кореји је озбиљно ограничен, захтева посебну дозволу, а гледаоци страних медија могли би се суочити са затвором или смрћу.

#### Пакистан
Током седам сати 31. марта 2006, цео домен wikipedia.org је био блокиран у Пакистану јер је један чланак садржао информације које се односе на контроверзне карикатуре Мухамеда.
Енглеска верзија Википедије била је блокирана у Пакистану неколико дана у мају 2010. током контроверзе око Дана цртања Мухамеда.
Дана 1. фебруара 2023, Пакистанска управа за телекомуникације (PTA) деградирала је услуге Википедије на 48 сати због, како је навела, неуспеха Википедије да уклони светогрдни садржај. PTA је изјавила да ће услуге Википедије бити блокиране ако садржај остане доступан. Дана 3. фебруара, пакистанске власти су блокирале приступ Википедији. Дана 6. фебруара 2023, пакистански премијер, Шебаз Шариф, наредио је PTA да одмах уклони забрану Википедије. Разлог за укидање забране био је тај што је „Википедија користан сајт/портал који подржава ширење знања и информација за ширу јавност, студенте и академију”. До 15. јуна 2025. већина делова Википедије је доступна, док је Викимедијина остава тренутно недоступна.

#### Русија
Од раних 2010-их, Википедија на руском језику и њени уредници суочавали су се са бројним и све већим претњама блокада на националном нивоу и спровођењем црних листи од стране руске владе, као и са неколико покушаја цензурисања страница, ширења пропаганде и дезинформација. Скорије, током руско-украјинског рата у региону Донбаса 2014. године и током руске инвазије на Украјину од 2022. године. Дана 5. априла 2013, Федерална служба за надзор комуникација, информационих технологија и масовних медија (познатија као Роскомнадзор) потврдила је да је Википедија на црној листи, наводећи да је „већ дуго времена. Не знам зашто су се тек сада пробудили”. Истог дана, Роскомнадзор је наредио руској Википедији да уклони чланак "Курение каннабиса" („Пушење канабиса”), или ће у супротном блокирати целу Википедију у Русији. Интернет цензура је постала чешћа након доношења новог закона око новембра 2013, који је омогућио влади да блокира садржај који се сматра илегалним или штетним за децу.
Дана 18. августа 2015, Роскомнадзор је наложио администраторима руске Википедије да уклоне чланак "Чарас (наркотическое вещество)" („Чарас (наркотичка супстанца)”), о чарасу, врсти канабиса, до 21. августа 2015, или ће у супротном блокирати Википедију (што су у ограниченој мери и извршили 25. августа). Чланак је руски покрајински суд прогласио да садржи детаљан опис како се прави наркотик, сматрајући га забрањеном информацијом. Роскомнадзор је објаснио да „пошто је Википедија одлучила да функционише на бази https-а, који не дозвољава ограничавање на појединачне странице на свом сајту, цео веб-сајт би био блокиран” ако не поступе по налогу. Као одговор на предстојећу блокаду, директор НП Викимедија РУ Владимир Медејко тврдио је да је чланак већ брзо и адекватно прерађен како би се уклониле контроверзне тачке и задовољио налог, користећи научне чланке и документе УН, и такође је покушао да сачува текст преносећи га у чланак "Гашиш" („Хашиш”). Представници Википедије рекли су да ће, ако приступ буде ограничен, поднети тужбу тужилаштву против Роскомнадзора и уложити жалбу на одлуку. У очекивању забране, руска Википедија је објавила ресурс под називом „Шта радити ако је Википедија блокирана”. Дана 24. августа, Роскомнадзор је наложио руским интернет провајдерима да блокирају Википедију. До ноћи 25. августа, око 10–20% руских корисника имало је проблема са приступом Википедији, при чему је приступ варирао у зависности од региона и коришћених уређаја. Истог дана, чланак о чарасу је уклоњен из регистра забрањених сајтова. Роскомнадзор је објаснио да су их „обавестили из Федералне службе за контролу наркотика да су направљене довољне измене које испуњавају услове судског налога”.
У фебруару и марту 2022. године, у првој недељи након руске инвазије на Украјину и избијања руско-украјинског рата, уредници руске Википедије упозорили су своје читаоце и колеге уреднике на неколико поновљених покушаја Путинове руске владе да спроведе политичку цензуру, интернет пропаганду, дезинформационе нападе и ометајуће измене у чланку који наводи руске војне жртве, као и украјинске цивиле и децу због текућег рата. Дана 1. марта 2022, Роскомнадзор је запретио да ће блокирати приступ руској Википедији у Русији због чланка на руском језику ru:Вторжение России на Украину (2022) („Руска инвазија на Украјину (2022)”). Роскомнадзор је тврдио да чланак садржи „нелегално дистрибуиране информације”, укључујући „извештаје о бројним жртвама међу припадницима Оружаних снага Руске Федерације, као и цивилним становништвом Украјине, укључујући децу”.
Дана 31. марта 2022, Роскомнадзор је запретио да ће казнити Википедију до 4 милиона рубаља (око 49.000 долара) ако не избрише информације о руској инвазији на Украјину 2022. које „дезинформишу” Русе.
У априлу–мају 2022, руске власти су ставиле неколико чланака са Википедије на своју листу забрањених сајтова. Листа је укључивала чланке Руска инвазија на Украјину 2022, Рушизам, неколико чланака на руској Википедији посвећених војној акцији и ратним злочинима током руске инвазије на Украјину, и два одељка руског чланка о Владимиру Путину. Дана 20. јула 2022, због одбијања Википедије да уклони чланке о руско-украјинском рату, Роскомнадзор је наредио претраживачима да означе Википедију као кршиоца руских закона.
Дана 1. новембра 2022, Задужбина Викимедија је кажњена са 2 милиона рубаља од стране руског суда због тога што није избрисала два чланка на руској Википедији. Дана 13. априла 2023, Задужбина Викимедија је поново кажњена од стране руског суда.
У децембру 2023, Станислав Козловски, директор Викимедије Русије, наведен је као „страни агент” од стране Министарства правде Русије. Московски универзитет, где је предавао, избацио га је. Викимедија Русије је била приморана да се распусти.
У фебруару 2024, руски председнички помоћник Владимир Медински сугерисао је да је 99% чланака на Википедији „апсолутно неутрално и чак занимљиво”, али да је 1% чланака „непријатељска клевета”. Такође је подстакао идеју о домаћој руској онлајн енциклопедији као алтернативи заснованој на садржају Википедије.

#### Саудијска Арабија
Дана 11. јула 2006, саудијска влада је блокирала приступ Википедији и Гугл преводиоцу због, како је навела, сексуалног и политички осетљивог садржаја. Гугл преводилац је коришћен за заобилажење филтера на блокираним сајтовима превођењем њиховог садржаја. Иако Википедија тренутно није блокирана, 2011. године је пријављено да су одређене странице на Википедији цензурисане од стране Саудијске Арабије, као што је страница која говори о теорији еволуције. Шифроване везе преко HTTPS-а отежале су цензуру ових страница и данас нема доказа да се појединачне странице и даље блокирају.
У септембру 2020, два волонтерска администратора Википедије ухапшена су истог дана: Осама Халид је осуђен на 32 године затвора, док је Зијад ел Софијани осуђен на осам година, према наводима Smex-а, либанске НВО за унапређење саморегулишућих информационих друштава у арапском говорном подручју, и Democracy for the Arab World Now. Накнадна истрага Задужбине Викимедија идентификовала је 16 корисника који су, чини се, рутински учествовали у уређивању са сукобом интереса — наводно укључујући и шпијунирање за саудијску владу.

#### Сирија
Приступ Арапској Википедији био је блокиран у Сирији између 30. априла 2008. и 13. фебруара 2009, иако су друга језичка издања остала доступна.
Басел Хартабил (باسل خرطبيل) био је сарадник на бројним пројектима отвореног кода, укључујући Википедију; његово хапшење 2012. године вероватно је било повезано са његовом онлајн активношћу. Погубљен је у затвору Адра близу Дамаска 2015. године. Неколико организација, укључујући Задужбину Викимедија, основало је стипендију за слободну културу „Басел Хартабил” у његову част 2017. године, на почетни период од три године.

#### Тунис
Веб-сајт Википедије био је недоступан у Тунису од 23. до 27. новембра 2006.

#### Турска
У раним јутарњим сатима 29. априла 2017, група за надзор Turkey Blocks идентификовала је губитак приступа свим језичким издањима Википедије широм Турске. Блокада је уследила након што су турске власти захтевале од Википедије да „уклони садржај писаца који подржавају терор и повезују Турску са терористичким групама”, захтев за који је влада изјавила да није добила задовољавајући одговор.
Почевши од 17. новембра 2014, Турска је цензурисала само одређене чланке на турској Википедији, као што су "2015 Türkiye genel seçim anketleri" („Анкете за опште изборе у Турској 2015.”) и чланци везани за репродуктивне органе. За ову цензуру није постојала судска одлука. Један турски интернет провајдер, TTNET, спекулисао је да је Википедија покварена. Кетрин Мар из Задужбине Викимедија рекла је да то не одражава истину. У децембру 2019, Уставни суд Турске пресудио је да је двоипогодишња блокада неуставна. Дана 15. јануара 2020, Задужбини Викимедија је јављено да се приступ веб-сајту обнавља.

#### Узбекистан
Читава Википедија је накратко била блокирана два пута у Узбекистану, 2007. и 2008. године. Блокирање Википедије на узбечком језику привукло је пажњу међународне штампе крајем фебруара 2012. Корисници интернета у Узбекистану који су покушавали да приступе страницама на узбечком језику били су преусмеравани на MSN. Корисници у Узбекистану могли су лако да отварају чланке на Википедији на другим језицима. Блокирани су били само чланци на узбечком језику. Данас, узбечки корисници могу без проблема да приступају чланцима на узбечком језику. Године 2022. влада Узбекистана је заједно са узбечком заједницом организовала уређивачки маратон за креирање чланака WikiStipendiya.

#### Венецуела
Увече 12. јануара 2019, интернет опсерваторија NetBlocks прикупила је техничке доказе о блокирању свих издања Википедије у Венецуели. Ограничења је спровео CANTV, највећи телекомуникациони провајдер у земљи. NetBlocks је идентификовао велики поремећај у мрежи који је утицао на телекомуникациону инфраструктуру, што се поклопило са другим ограничењима која су утицала на способност Венецуеланаца да комуницирају и приступају информацијама током претходна 24 сата. Прикупљени подаци такође су показали да је велики број локалних веб-сајтова недавно ограничен, што указује да би недавна политичка нестабилност могла бити основни узрок за оно што би могло бити пооштравање режима контроле интернета.

## Спорови око појединачних чланака

### Врсте спорова
Појединачни чланци могу бити оспорени или блокирани од стране неке земље због наводног кршења широког спектра закона, од откривања локације тајног војног објекта (погледајте Француску испод), закона о клевети или дезинформацијама (погледајте Немачку испод), до пресуде да је слика у чланку порнографска (погледајте УК испод).

### Примери по земљама

#### Аустралија
Године 2018, главни судија Окружног суда Викторије Питер Кид издао је налог о забрани објављивања свих доказа и пресуде у суђењу аустралијског кардинала Џорџа Пела. Налог о забрани односио се на „све аустралијске државе и територије” и на „било који веб-сајт или други електронски или емитовани формат доступан унутар Аустралије”. Ово је јасно укључивало Википедију, која је цитирана, али није оптужена.

#### Француска
У априлу 2013, чланак на Википедији који описује војна радио-станица Пјер сир От привукао је пажњу француске унутрашње обавештајне агенције DCRI. Агенција је покушала да уклони чланак о овом објекту са француске Википедије. DCRI је извршио притисак на Ремија Матиса, волонтера администратора француске Википедије и становника Француске, да обрише чланак. Задужбина Викимедија је упитала DCRI који делови чланка представљају проблем, напомињући да чланак блиско одражава информације из документарца из 2004. који је направила Télévision Loire 7, француска локална телевизијска станица, који је слободно доступан на интернету. DCRI је одбио да пружи те детаље и поновио је свој захтев за брисање чланка. Према саопштењу које је издала Викимедија Француска 6. априла 2013:
DCRI је позвао волонтера Википедије у своје канцеларије 4. априла [2013]. Овај волонтер, који је био један од оних који су имали приступ алатима који омогућавају брисање страница, био је приморан да обрише чланак док је био у канцеларијама DCRI, уз разумевање да би био задржан у притвору и кривично гоњен ако не поступи по наређењу. Под притиском, није имао другог избора него да обрише чланак, упркос томе што је објаснио DCRI-у да Википедија не функционише на тај начин. Упозорио је остале сисопе да би покушај враћања чланка покренуо њихову одговорност пред законом. Овај волонтер није имао никакве везе са тим чланком, никада га није уређивао, нити је знао за његово постојање пре уласка у канцеларије DCRI. Изабран је и позван јер га је било лако идентификовати, с обзиром на његове редовне промотивне активности везане за Википедију и Викимедијине пројекте у Француској.— Викимедија Француска
Касније, чланак је вратио други сарадник Википедије који је живео ван Француске, у Швајцарској. Као резултат контроверзе, чланак је постао најчитанија страница на француској Википедији, са преко 120.000 прегледа током викенда 6–7. априла 2013. Преведен је на више других језика. Француски лист 20 minutes, Ars Technica, и објава на Slashdot-у, навели су ово као пример Страјсенд ефекта на делу. Француско министарство унутрашњих послова је рекло за Франс-прес (АФП) да не жели да коментарише инцидент.
Према судском извору цитираном у вести АФП-а 8. априла, брисање чланка „извршено је у оквиру прелиминарне истраге“ коју је водио „антитерористички одсек париског тужилаштва“ на основу тога што је чланак на француској Википедији компромитовао „поверљив материјал везан за ланац преноса наређења за лансирање нуклеарног оружја“. Након инцидента, Télévision Loire 7 је саопштила да очекује да ће DCRI затражити да уклони оригинални извештај из 2004. на којем се заснивао чланак на Википедији, иако је снимљен и емитован уз пуну сарадњу француских оружаних снага. Национални синдикат полицијских комесара сугерисао је да би следећи корак био да правосуђе нареди француским интернет провајдерима да блокирају приступ чланку на Википедији. Међутим, НВО са седиштем у Француској, Репортери без граница, критиковала је поступке DCRI-а као „лош преседан“. Портпарол организације рекао је за Le Point да, „ако институција сматра да су објављене тајне одбрамбене информације, има све могућности да то буде признато пред судовима, аргументујући и појашњавајући свој захтев. Тада је на судији, заштитнику основних слобода, да процени стварност и обим војне тајне.“ Портпарол је напоменуо да су информације садржане у чланку потицале из документарца који је претходно снимљен и дистрибуиран уз сарадњу војске, и да домаћини и посредници не би требало да буду сматрани одговорним.

#### Немачка
У једном случају, Wikipedia.de (интернет домен којим управља Викимедија Немачке) добила је забрану повезивања са стварним садржајем Википедије. Судски налог је био привремена мера у случају који је покренуо политичар Луц Хајлман због тврдњи о његовој прошлој умешаности у обавештајну службу бивше Немачке Демократске Републике, Штази.

#### Португал
Након судског налога португалског Врховног суда правде из августа 2025. године, чланци на енглеској и португалској Википедији о бизнисмену Сезару ДеПасу делимично су цензурисани како би се ускладили са наведеним налогом.

#### Уједињено Краљевство
У децембру 2008. године, Internet Watch Foundation, невладина организација са седиштем у Великој Британији, додала је чланак на Википедији Virgin Killer на своју интернет црну листу због слике на омоту албума и незаконитости дечје порнографије у тој земљи; слика је од стране IWF-а оцењена као најнижи ниво правне забринутости: „еротско позирање без сексуалне активности“. Као резултат тога, корисници многих великих интернет провајдера у Великој Британији били су блокирани да виде цео чланак путем система Cleanfeed, а велики део Велике Британије био је блокиран да уређује Википедију због начина на који је IWF блокирао слику. Након расправе, изјава Задужбине Викимедија, и јавних притужби, IWF је повукао своју одлуку три дана касније и потврдио да убудуће неће блокирати копије исте слике које се налазе у иностранству.